# Karl Steinbach
Karl Steinbach (Vienna, 27 dicembre 1909 – Vienna, marzo 1983) è stato un pallanuotista austriaco.
È stato un giocatore di pallanuoto austriaco che ha partecipato alle Olimpiadi estive del 1936.